# Wohla (Löbau)
Wohla (obersorbisch Walowy) ist ein Dorf und Ortsteil von Löbau in der Oberlausitz.

## Geographie
Das Dorf liegt in 280 bis 300 Metern Höhe am Südosthang des Wohlaer Berges an der Straße von Breitendorf nach Kittlitz. Zur 255 Hektar großen Gemarkung gehören die Siedlung Munschke, das Windmühlengehöft und die Einöde Afrika.

## Geschichte

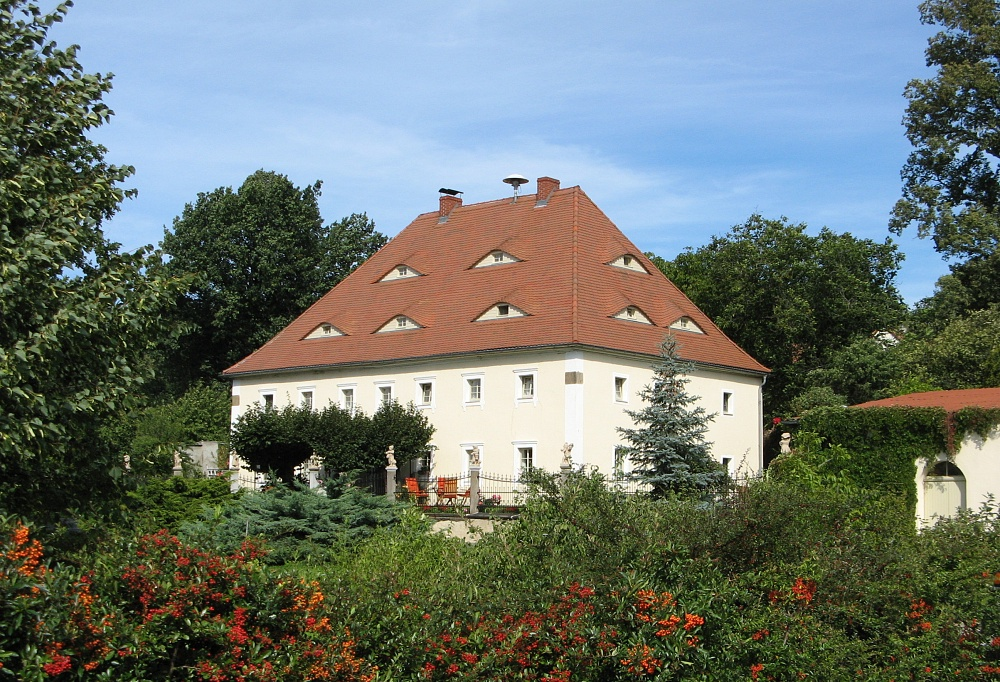
Schloss Wohla

Der Name des Ortes leitet sich vom obersorbischen Wort wola (= „Wille“, früher auch „Freiheit“) her. 1348 wurde das Dorf erstmals als "Wal" genannt. 1390 wurde das Dorf "Wole" der Gerichtsbarkeit der Stadt Löbau unterstellt. 1481 wurde der Ort "zu Wale" genannt. Besitzer des Allodialgutes Wohla war bis 1535 die Kirche in Kittlitz. Das Gut bildete den Wohnsitz der Kittlitzer Pfarrer. 1535 tauschte die Kirche das Gut bei der Herrschaft Kittlitz gegen zehn Malter Land ein. Später teilte die Familie von Kittlitz auf Kittlitz das Gut Wohla mit der Familie von Nostitz auf Lautitz in zwei Hälften. 1679 erwarb Ernst von Ziegler und Klipphausen auf Nostitz den einen Anteil. Dieser wurde nicht nur der Grundherrschaft Nostitz untertänig, sondern auch der neuen Kirchfahrt Nostitz zugewiesen. Bis 1945 bestand in Wohla ein Rittergut mit 125 Hektar Grundbesitz. Am 1. April 1974 wurde Wohla nach Kittlitz eingemeindet. Zusammen mit Kittlitz erfolgte am 1. Januar 2003 die Eingemeindung nach Löbau.

## Bevölkerung und Sprache
Noch im 19. Jahrhundert lebten in Wohla überwiegend Sorben. Für seine Statistik über die sorbische Bevölkerung in der Oberlausitz ermittelte Arnošt Muka in den achtziger Jahren des 19. Jahrhunderts eine Bevölkerungszahl von 154 Einwohnern; darunter waren 112 Sorben (73 %) und 42 Deutsche. Wohla lag damals am östlichen Rand des sorbischen Mehrheitsgebietes. Im Ort wurde der mittlerweile ausgestorbene Löbauer Dialekt des Obersorbischen gesprochen. Der Sprachwechsel zum Deutschen erfolgte hier zu Beginn des 20. Jahrhunderts. So zählte Ernst Tschernik 1956 nur noch neun Sprecher. Heute ist das Sorbische aus dem Ortsalltag verschwunden.

## Schloss Wohla

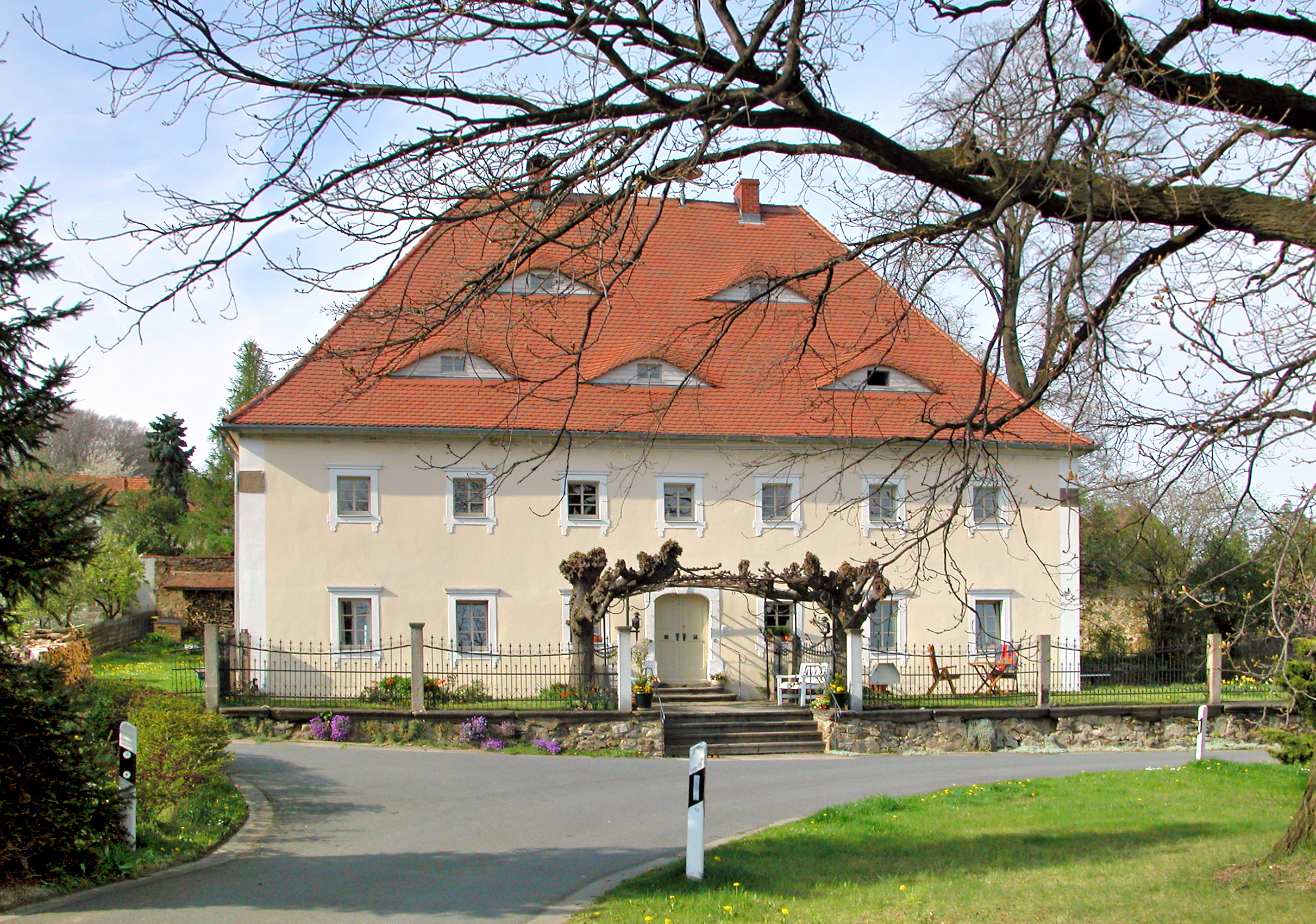
Schloss Wohla

Das Schloss wurde um 1750 erbaut. Der schlichte Massivbau mit steilem Walmdach und siebenfenstriger Fassade dient heute als Hotel. Am Schloss steht ein Bacchus aus Sandstein.

## Windmühle

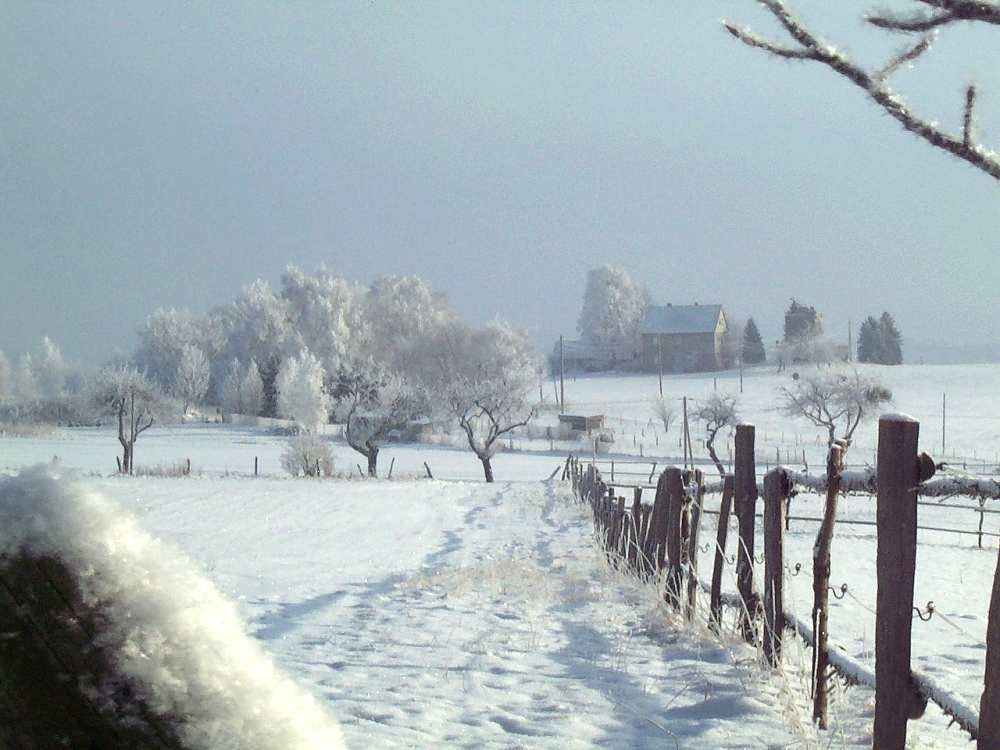
Wohlaer Mühle

Nordöstlich des Ortes steht seit mind. 1808 eine kleine Holländerwindmühle. Sie wurde 1912 von Windkraft auf Dieselantrieb umgestellt. 1926 wurden die Flügel abgetragen. 1944 begann der elektrische Antrieb.